# Ponte di Nordhordland
Il ponte di Nordhordland è un ponte sul Salhusfjorden, tra le città di Bergen e Meland, in Norvegia.
Prende il nome dal distretto omonimo in cui si trova.